# Mangora bonaldoi
Mangora bonaldoi là một loài nhện trong họ Araneidae.
Loài này thuộc chi Mangora. Mangora bonaldoi được Herbert Walter Levi miêu tả năm 2007.